# Камерон, Джан
Дже́нис Ге́йбриелл Ка́мерон (англ. Janice Gabrielle Cameron; 19 октября 1947 или 1942, Сидней — 30 апреля 2018, Квинсленд) в девичестве Ме́рфи (англ. Murphy) — австралийская пловчиха, специалистка по плаванию вольным стилем. Выступала за сборную Австралии в середине 1960-х годов, серебряная призёрка летних Олимпийских игр в Токио, обладательница бронзовой и двух серебряных медалей Игр Содружества. Также известна как тренер по плаванию.

## Биография
Джан Камерон родилась 19 октября 1942 года в Сиднее, Австралия. Была у своих родителей старшим ребёнком из троих детей. Училась в Колледже Роузбанк, изначально проходила подготовку под руководством тренера Форбса Карлайла, позже перешла в команду Дона Толбота, который также стал её первым мужем.
Как спортсменка наибольшего успеха добилась в сезоне 1964 года, когда вошла в основной состав австралийской национальной сборной по плаванию и благодаря череде удачных выступлений удостоилась права защищать честь страны на летних Олимпийских играх в Токио. В составе команды, куда также вошли пловчихи Робин Торн, Линетт Белл и Дон Фрейзер, завоевала серебряную медаль в программе эстафеты 4 × 100 метров вольным стилем, уступив лидерство только команде из США.
В 1966 году представляла Австралию на Играх Британской империи и Содружества наций в Кингстоне, где выиграла бронзовую медаль в плавании на 110 ярдов вольным стилем, а также серебряные медали в дисциплине 440 ярдов комплексным плаванием и эстафете 4 × 110 ярдов вольным стилем.
Ещё будучи действующей спортсменкой, окончила Вуллонгонгский педагогический колледж (ныне Вуллонгонгский университет) и в 1968 году занялась тренерской практикой в небольшом плавательном клубе, расположенном в пригороде Вуллонгонга. Получив высшее образование, полностью посвятила себя тренерской работе — стала тренером паралимпийской сборной Австралии по плаванию, собранной для участия в Паралимпийских играх 1972 года в Гейдельберге, в частности являлась наставницей титулованной пловчихи Полин Инглиш, которую также готовила к Паралимпиаде 1976 года в Торонто. Была помощницей своего мужа Дона Толбота, когда тот работал в сборных Канады, США и Австралии. Находясь в Канаде, окончила Университет Лейкхед, получив степень с отличием в области физического воспитания и мастерскую степень в области тренерских наук.
В 1990 году вышла замуж за Кевина Камерона и переехала на постоянное жительство в Новую Зеландию, где поступила на работу в плавательный клуб из Норт-Шор. Под её руководством клуб превратился в один из самых известных в стране, выпустив нескольких спортсменов высочайшего уровня.
В 2001 году Джан Камерон возглавила национальную сборную в новосозданном институте спорта и здоровья при Оклендском технологическом университете. В 2008 году заняла должность генерального менеджера Федерации плавания Новой Зеландии, но в сентябре 2011 года оставила этот пост в связи с критикой в свой адрес. В период 2011—2014 годов возглавляла компанию спортивного консалтинга Jan Cameron Performance Compass.
С 2014 по 2017 год тренировала паралимпийскую плавательную команду в Университете в Саншайн-Косте, затем вплоть до самой смерти возглавляла тренерский совет паралимпийской национальной сборной Австралии.
Её сын от первого брака Скотт Толбот-Камерон тоже стал достаточно известным пловцом, участвовал в двух Олимпийских играх.
Умерла от скоротечной болезни 30 апреля 2018 года в Квинсленде в возрасте 76 лет.